# فهیمه سادات
فهیمه سادات (زاده ۱۳۵۲- درگذشت ۱۲ جوزا (خرداد) ۱۳۹۷ از ولسوالی آقچه - ولایت جوزجان) سیاستمدار افغانستان و نماینده مردم ولایت جوزجان در دوره‌های پانزدهم و شانزدهم مجلس نمایندگان است. وی در مجلس شانزدهم نمایندگان افغانستان عضو کمیسیون امور دینی، فرهنگی، معارف و تحصیلات عالی می‌باشد.

## زندگی‌نامه
فهیمه سادات زاده ۱۳۵۲ از ولسوالی آقچه ولایت جوزجان می‌باشد. ایشان تحصیلات ابتدایی خود را در لیسه خدیجه جوزجانی به پایان رسانید و سند ۱۴ پاس خود را از دارالمعلمین جوزجان بدست آورد در ادامه تحصیلات همچنین از دانشگاه صدرالدین اینی تاجیکستان نیز مدرک لیسانس در رشته حقوق را توانسته‌است بدست آورد. وی پس از آن در بخش معارف و برای سازمان‌های بین‌المللی مشغول به کار بوده‌است.

## دیگر فعالیت‌ها
دیگر فعالیت‌های ایشان:
- معلم در لیسه نسوان شماره ۲ شبرغان.
- کارمند دفتر یوناما در مزار شریف.
- کارمند اداره یونیسف در مزار شریف- جوزجان،
- رئیس بنیاد فرهنگ و جامعه مدنی (۲۰۰۳–۲۰۰۷) در ولایت جوزجان.
- نماینده مردم جوزجان در دوره‌های پانزدهم و شانزدهم ولسی جرگه.

## درگذشت
وی در ۱۲ جوزا (خرداد) ۱۳۹۷ درگذشت.